# بيل هيندري
بيل هيندري (بالإنجليزية: Bill Hendrie)‏ هو لاعب كرة قدم أسترالية أسترالي، ولد في 22 يناير 1884 في ريتشموند ‏ في أستراليا، وتوفي في 11 مايو 1939 في Burnley, Victoria ‏ في أستراليا.

## وصلات خارجية
- بيل هيندري على موقع AustralianFootball.com (الإنجليزية)
- بيل هيندري على موقع AFLtables.com (الإنجليزية)